# Гангрена
Гангре́на (грец. γάγγραινα «виразка, що роз'їдає»), заст. вогне́ць, гниля́к, гниття́, антоновъ огонь, пєкєльний огонь — хвороба, зумовлена змертвінням (некрозом) будь-якої ділянки тіла або органу внаслідок відмирання їхніх клітин, яку спричинюють комплексні патологічні зміни в тканинах. Є частим ускладненням уражень кінцівок при цукровому діабеті, облітеруючому ендартеріїті, атеросклерозі, тромбоемболічних ураженнях тощо.
Найчастіше спостерігають гангрену пальців, жовчного міхура, частини кишечника тощо. Найчастіше виникає у тому випадку, коли імунітет ослаблений і організм не може захищатися від хвороботворних бактерій, зокрема стрептококів та стафілококів. Особливу небезпечність несе гангрена при цукровому діабеті через ослаблений імунітет, участь у цьому переважно анаеробних патогенних бактерій.

## Причини виникнення гангрен
Гангрену спричинює гіпоксія тканин, яка є наслідком гострого порушення кровообігу і нервової регуляції.
Це буває при травмах, коли порушується цілісність судин та нервів, закупорці магістральних артерій, черевної аорти тромбами і емболами, тромбозі глибоких вен, облітеруючому артеріосклерозі, облітеруючому ендартеріїті , опіках, порушенні обміну речовин, компартмент-синдромі, тощо.

## Розвиток і види гангрен

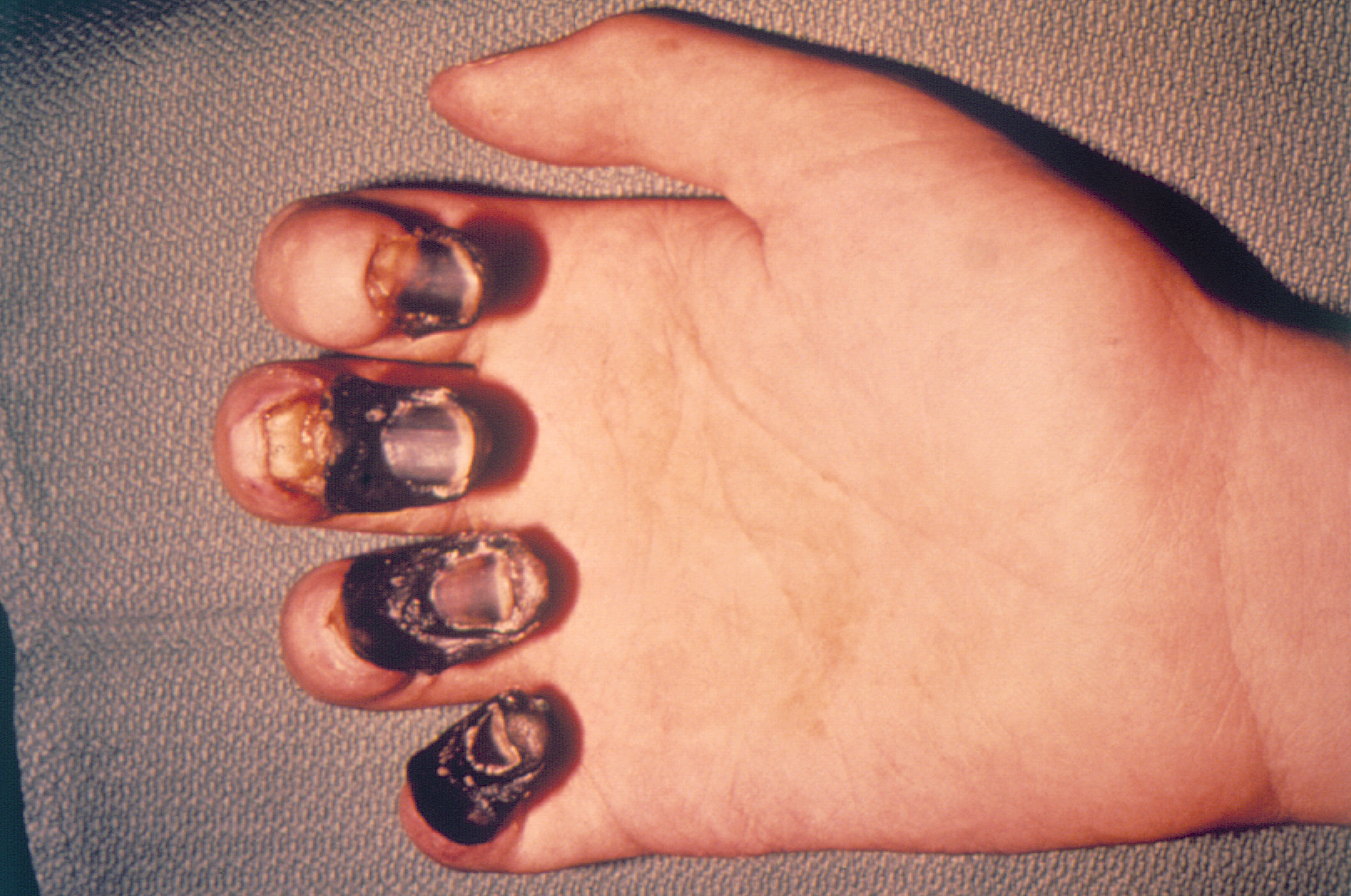
Суха гангрена пальців руки

Залежно від перебігу, тобто типу некрозу, розрізняють гангрену суху, вологу. Окремо вирізняють газову.
Суха гангрена — розвивається при швидкому припиненні припливу крові до тканин; ділянки ущільнюються і набувають темно-бурого або чорного кольору, тобто муміфікується.
Суха гангрена може перейти у вологу, і навпаки.
Волога гангрена частіше розвивається при неможливості висихання — головним чином, у внутрішніх органах, і супроводжується гнильним розпадом змертвілих тканин. Дуже часто при вологій гангрені виникає вторинне інфікування змертвілих тканин патологічними збудниками, в зв'язку із повною відсутністю місцевого імунітету.
Газова гангрена — є гострою анаеробною інфекцією. Важливим є те, що це в першу чергу інфекційне захворювання, тому перебіг, прояви, перша медична допомога, лікування та догляд кардинально відрізняються від таких при вологій чи сухій гангренах.
За етіологією гангрени можуть бути інфекційні (найчастіше), також травматичні, алергічні, токсичні та комбіновані (часто).

## Лікування
Лікування гангрен — усунення основних захворювань, що спричинили розвиток даного розладу.
Також, вологу гангрену намагаються «перевести» у суху. З цією метою використовують комплексне консервативне лікування, котре обов'язково включає антибіотики, місцеве застосування мазей та присипок, препарати, що покращують кровопостачання та впливають на реологічні властивості крові, тощо.
Проте, у багатьох випадках лікування консервативними засобами гангрен є малоефективним. Крайнім, і доволі частим, заходом при лікуванні є хірургічне втручання — ампутація змертвілих органів або тканин.